# Pelea de gatas

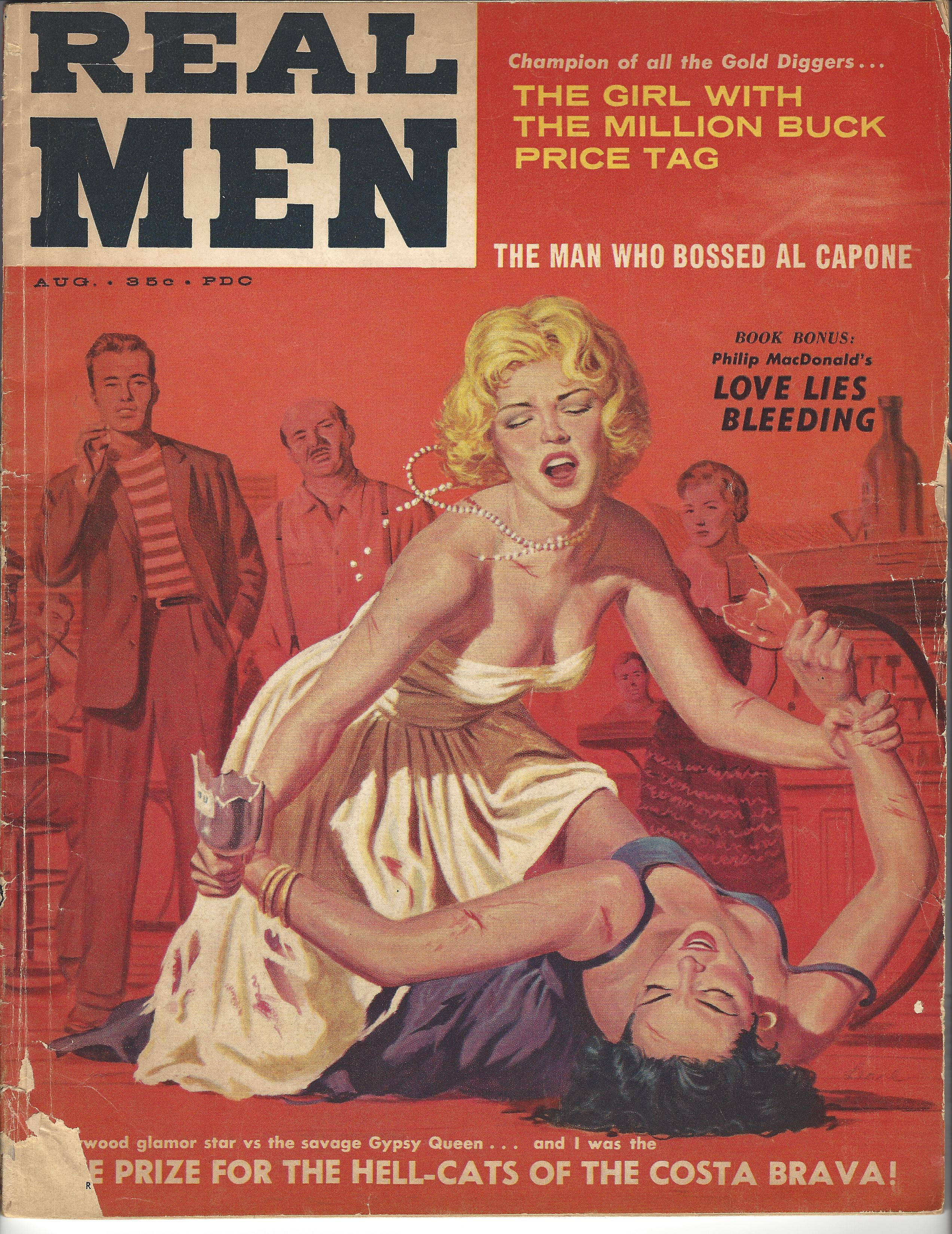
Portada de la revista Real Men magazine en agosto de 1959 donde se representa una pelea de gatas

Pelea de gatas es un término aplicado a un altercado entre dos mujeres, en esos altercados se incluyen el arañarse, agredirse físicamente, tirarse de los pelos o arrancar la camiseta a la oponente.
También se ha usado para describir a dos mujeres insultándose o lanzarse improperios la una a la otra. Existen diferentes maneras de comparar a las mujeres entre sí para verlas competir. Las peleas de gatas se diferencian de otras peleas porque normalmente se envuelve en una competición entre dos o más mujeres, algunas veces por un hombre. Este término ha llegado a aplicarse a la política para describir la campaña entre dos candidatas.